# 청성초등학교 화성분교
청성초등학교 화성분교는 대한민국 충청북도 옥천군 청성면 남부로 2836-10 (화성리)에 있었던 공립 초등학교이다.

## 연혁
- 1946. 12. 01 청성국민학교 화성분교장 설립인가
- 1963. 03. 15 화성국민학교 승격 개교
- 1985. 03. 11 병설유치원 개원
- 1996. 03. 01 화성초등학교 개칭
- 1997. 03. 01 청성초등학교 화성분교장으로 격하
- 1999. 09. 01 폐교